# Camu (Pyrénées-Atlantiques)
Pour les articles homonymes, voir Camu.
Camu est une ancienne commune française du département des Pyrénées-Atlantiques. Le 14 juin 1841, la commune fusionne avec Barraute pour former la nouvelle commune de Barraute-Camu.

## Géographie
Le village est situé sur la rive gauche du gave d'Oloron, au sud-est de Sauveterre-de-Béarn.

## Toponymie
Le toponyme Camu apparaît sous les formes 
Camoo et Camuu (1385, censier de Béarn) et 
Camur en Bearn (1477, contrats d'Ohix).

## Histoire
Paul Raymond note qu'en 1385, Camu comptait onze feux et dépendait du bailliage de Sauveterre.

## Démographie
| 1793 | 1800 | 1806 | 1821 | 1831 | 1836 |
| ---- | ---- | ---- | ---- | ---- | ---- |
| 112  | 107  | -    | 145  | 155  | 142  |

## Pour approfondir